# Microcystis flos-aquae
Microcystis flos-aquae (Микроцистис флос-акве) је врста модрозелених бактерија (алги) која припада роду Микроцистис (Microcystis). Ово је планктонска алга која живи у стајаћим водама, где често може изазвати цветање воде. Ова врста је прокариотски колонијални организам. Око колоније се налази добро развијен слузни омотач. Колоније су углавном сферног облика или сочивастог облика. Појединачне ћелије у колонији су величине од 3 до 4 микрометра у пречнику.
Микроцистис флос-акве се размножава деобом ћелије.
При повољним условима (топла вода и доста светлости) Микроцистис флос-акве може да доведе до цветања воде. Еутрофикација воде (повећана концентрација неких једињења, као нпр. натријума и фосфора) је такође чест узрок пренамножења ових алги и појаве цветања воде.